# Звезда (модул)
Вижте пояснителната страница за други значения на Звезда.
Модул Звезда, познат и като „Обслужващ модул Звезда“, е руски компонент на Международната космическа станция. Това е третият изстрелян модул и носи някои от живото-поддържащите системи, както и помещение, което може да приюти двама космонавти. Звезда представлява руската част на проекта, както във функционално, така и в структурно отношение (модул „Заря“ е построен от Русия, но купен от САЩ, така той е тяхно притежание).
Звезда е изстреляна на борда на ракета Протон на 12 юли 2000 г. и е скачена с модул Заря на 26 юли. Ракетата, която изстрелва модула е първата носеща реклама. На нея е било нарисувано логото на заведенията за бързо храненене Пица Хът, за което производителя на ракетата получава 1 млн. долара.

## Произход
Базовият дизайн на конструкцията на „Звезда“, познат като ДОС-8 е първоначално построен през средата на 80-те години на 20 век като „ядро“ за станцията Мир 2. Това означава, че „Звезда“ е близка по конструкция до основния модул (ДОС-7) на космическа станция Мир. Дори се е наричал Мир 2 за дълго време докато е бил конструиран. Дизайнът му е подобен и произхожда от първите станции Салют. Конструкцията е завършена през февруари 1985 г. и основното вътрешно оборудване е инсталирано до октомври 1986 г.

## Дизайн и конструкция
Звезда се състои от цилиндрично „работно отделение“. където екипажът работи и живее, „трансферна камера“ с един отвор за скачвване, едно „монтажно отделение“, което обгражда трансферната камера и сферично „трансферно отделение“ с три места за скачване. Компонентът тежи 18 051 kg и е дълъг 13,1 m. Соларните му панели са с обща дължина 29,7 m.
Трансферното отделение се скачва с модул Заря и има два отсека планирани за скачване с Научно-енергийната платформа и с Универсалния скачващ модул. По-ниския отсек е скачен с Пирс, а другия с модул Поиск. Планира се през декември 2011 г. Пирс да бъде деорбитиран и да бъде заменен от модул Наука.
Монтажното отделение съдържа оборудване като термометри, антени и горивни цистерни. Трансферната камера има автоматично оборудване за скачване, което обслужва корабите Союз и Прогрес.
Модулът има спално помещение за двама космонавти и колело за упражнения, тоалетна и други хигиени пособия, както и хладилник с фризер. В този модул са и руските компютри за навигация и управление. Има общо 14 прозореца. Тук се намира и системата „Електрон“, която се грижи за влажността на въздуха и за производството на водород и кислород от вода. Водородът се изхвърля в космоса, а кислорода се използва за дишане. Кондензираната вода от системата може да се използва за пиене при спешни ситуации, иначе се използва прясна вода донасяна от снабдителните мисии от Земята.
Системата Електрон изисква голяма поддръжка и значителна прецизност при работа. Няколко пъти тя е отказвала и се е налагало екипажът да позлва твърдогоривния кислороден генератор (познат като „кислородни свещи“, които причиняват пожара на станция Мир), когато Електрон е отказвала за значителен период от време. Има и система, която премахва въглеродния диоксид от въздуха. Звезда е изключително шумен модул и екипижът носи тапи за уши, когато използва спалните отделения.

## Скачване с МКС
На 26 юли 2000 г. Звезда става третият компонент на МКС, когато е скачен с отсека на Заря (Заря вече е била скачена с американския модул Юнити). По-късно през юли компютрите навигиращи станцията предават функциите си на компютрите на борда на Звезда.
На 11 септември 2000 г. двама космонавти от мисися STS-106 на космическите совалки завършват последните свързвания между двата руски компонента. По време на 6-часово излизане в открития космос космонавтите Ед Лу и Юрий Маленченко свързват девет кабела между Заря и Звезда, от които 4 електрически кабела, 4 кабела за видео изображение и пренос на информация и фибрично-оптичен телеметричен кабел. На следващия ден космонавтите на МКС за пръв път влизат в модула Звезда.
Новият модул осигурява нови спални помещения, живото-поддържаща система, нова комуникационна система (на Звезда има интернет мрежа със скорост 10Mbit/s), електрическа система, система за обработка и пренос на информацията, система за контрол на полета и система за придвижване на МКС. Към момента тези системи са допълнени от следващите скачени модули за станцията.
Двата главни двигателя на Звезда могат да се използват за коригиране височината на МКС.

## Проблеми с изстрелването
Поради руските финансови проблеми, Звезда е изстреляна без наличие на резервен компонент. Заради това НАСА конструира Модул за временно управление, който щеше да бъде използван при голямо закъснение на изстрелването или разрушаване на руския компонент при инцидент.

## Галерия
|  |  |  |  |